# Pastorenbirne

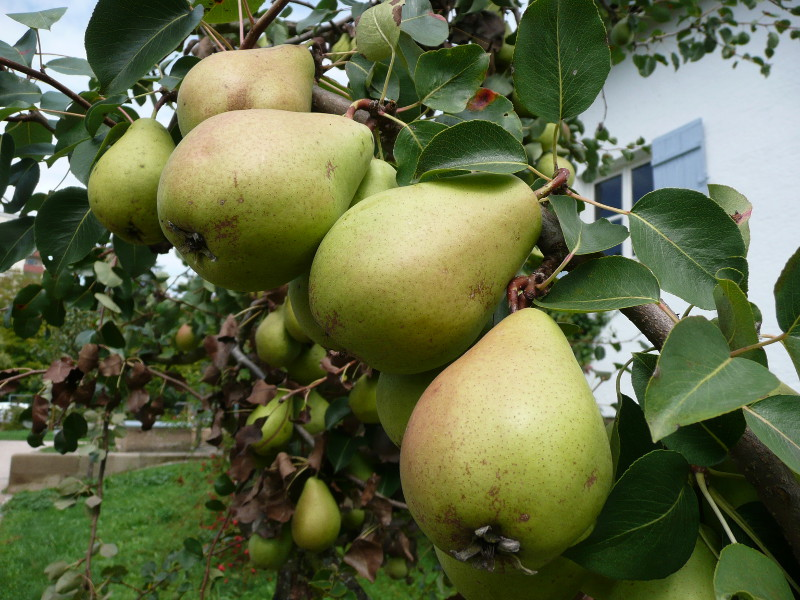
Früchte der Pastorenbirne

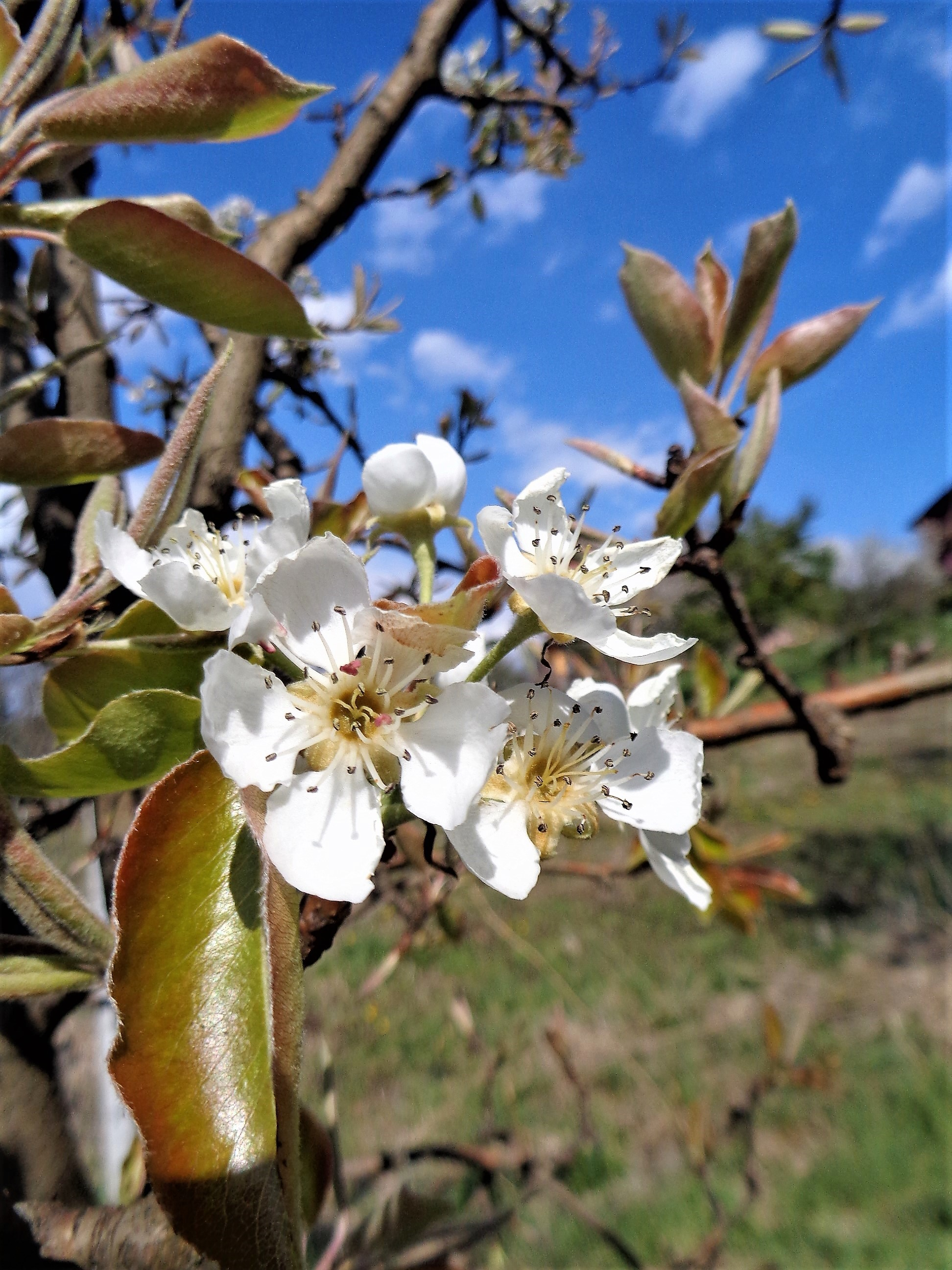
Blüte der Pastorenbirne

Die Pastorenbirne (franz. = Poire du Curé) stammt von einem Zufallssämling ab, der angeblich von einem französischen Pfarrer in einem Wald bei Clíon gefunden wurde.  Sie wurde 1852 von der American Pomological Society anerkannt. Sie gilt als anspruchslose Sorte für den Streuobstanbau.

## Beschreibung
Der Baum zeigt einen starken Wuchs, sodass auf einen sachgerechten Schnitt zu achten ist. Die Blätter sind glänzend dunkelgrün und anfällig für Schorf. Gelegentlich tritt Spitzendürre auf, bei der die Triebspitzen absterben.
Die Pastorenbirne gilt als schlechter Befruchter, da triploid. Die Blüte ist langanhaltend und mittelfrüh. Geeignete Befruchter sind: 'Köstliche aus Charneux', 'Clapps Liebling', 'Gellerts Butterbirne', 'Gute Luise', 'Williams'.

### Frucht

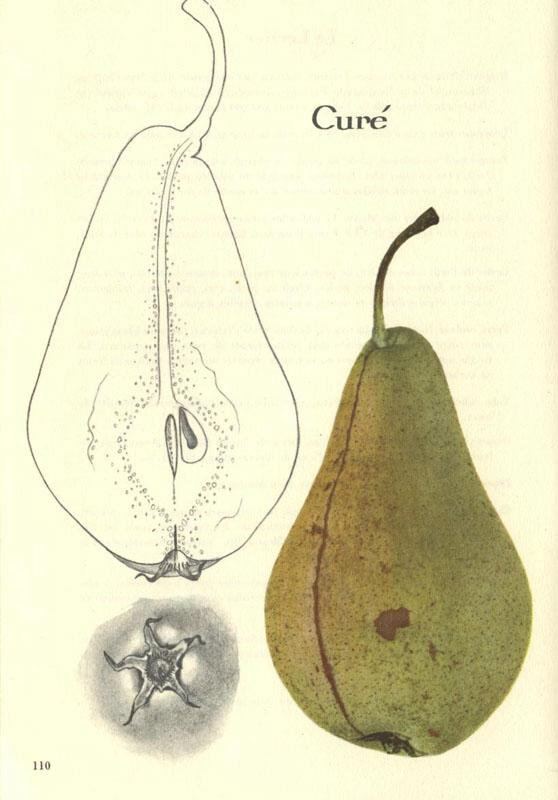
Botanische Zeichnung aus dem 19. Jh.

Die Frucht ist groß, langgezogen (daher vermutlich der Name Flaschenbirne/Zapfenbirne) und mit längsseitiger Naht. Die Grundfarbe ist gelbgrün mit roten Backen. Auffällig sind die Lentizellen; auf der Sonnenseite groß und braun, auf der Schattenseite klein und grün. Das Fruchtfleisch ist weißgelb, saftig und halbschmelzend. Der angenehme Geschmack wird durch ein ausgewogenes Zucker-Säure-Verhältnis mit schwachem Aroma beeinflusst. Ab Oktober können die Früchte geerntet werden, bei kühlen Temperaturen ist eine Lagerung über mehrere Monate möglich.

## Namen
- Frankreich: 'Poire du Curé', 'Poire de Clíon', 'Curé', 'Belle de Berry', 'Belle Adrienne', 'Bon Papa', 'Messire d'Hiver'
- England, USA: 'Vicar of Winkfield'
- Bayern: 'Flaschenbirne'
- Hessen: 'Caßler- und Glockenbirne'
- Baden/Elsass: 'Frauenschenkel', 'Zapfenbirne'